# Actinoplaca
Actinoplaca is een geslacht van korstmossen dat behoort tot de orde Lecanorales van de ascomyceten. De typesoort is Actinoplaca strigulacea.

## Soorten
Volgens Index Fungorum telt het geslacht twee soorten (peildatum december 2023):
| Soortnaam               | Auteur(s)                         | Publicatiejaar |
| ----------------------- | --------------------------------- | -------------- |
| Actinoplaca gemmifera   | (Lücking) Lücking, Sérus. & Vězda | 2005           |
| Actinoplaca strigulacea | Müll. Arg.                        | 1891           |